# Juan Páez Hurtado
Juan Páez Hurtado (Villafranca de las Marismas, Sevilla, España, 1668-Santa Fe, Santa Fe, España, 1742) fue un funcionario español. Fue capitán general, alcalde de Santa Fe de Nuevo México, y fue gobernador de Nuevo México en 2 ocasiones. Una en 1704-1705, y otra en 1716-1717. Encabezó una expedición contra los apaches que no tuvo éxito.

## Primeros años
Hurtado nació en Villafranca de las Marismas, cerca de Sevilla (Andalucía, España). Fue bautizado en la parroquia de Santa María la Blanca el 22 de diciembre de 1668. Fue criado en una familia humilde. Cuando era un adolescente se alistó en Sevilla en el Real Ejército de España.

## Carrera
Obtuvo los grados de General y Sargento. Finalmente, navegó a través del Océano Atlántico rumbo a Nueva España. Participó en muchas batallas.
En Michoacán (en el actual México), se unió a las tropas de Diego de Vargas. Hurtado luego se mudó a Nuevo México. Después de la muerte de Vargas, se convirtió en Capitán General y Gobernador de Nuevo México. Además, Hurtado fue dos veces alcalde de la capital Santa Fe: entre 1704 y 1705 y entre 1716 y 1717.
Bajo su gobierno, unos apaches mescaleros robaron caballos y mulas de los españoles. 
En 1714, Hurtado fue elegido para encabezar una expedición con el fin de encontrar a los apaches y castigarlos, pero la expedición no tuvo éxito.
Páez fue nombrado gobernador interino de Nuevo México en 1716, en sustitución de Valverde y Cosío. En 1717 fue reemplazado por el mismo Valverde y Cosío.

## Vida personal
En Michoacán se casó con Pascuala López Vera, con quien tuvo una hija en 1688.
El 30 de junio de 1704 contrajo matrimonio con Teodora García De La Riva, con quien tuvo tres hijos: Antonia, Gertrudis, Juan Domingo Páez Hurtado.
Murió el 5 de mayo de 1742. Está enterrado bajo el "Altar de la Basílica de Santa María, la conquistadora", Patrona de Nuevo México.
| Predecesor: Diego de Vargas          | 33º Gobernador de Nuevo México 1704 a 1705  | Sucesor: Francisco Cuervo y Valdés |
| Predecesor: Antonio Valverde y Cosío | 40.º Gobernador de Nuevo México 1716 a 1717 | Sucesor: Antonio Valverde y Cosío  |